# Cal Balart
Cal Balart és una obra de Collbató (Baix Llobregat) protegida com a Bé Cultural d'Interès Local.

## Descripció
Casa de planta baixa i pis, de parets de pedra i totxo i coberta de teula. Les parets són arrebossades i pintades. Interior molt desnivellat degut a la seva situació. Té adossat un altre cos de planta baixa i semi-soterrani. Està situada sobre les roques de la muntanyeta del castell, a la part baixa. Es troba en el nucli antic del poble.